# Ernestina Herrera de Noble
Ernestina Herrera de Noble (Buenos Aires, 7 de junho de 1925 – Buenos Aires, 14 de junho de 2017) foi uma empresária argentina e viúva de Roberto Noble, mais conhecido por ter fundado o jornal Diario Clarín.

## Vida
Filha de Juan Herrera y María del Carmen Morales, quando jovem, no começo da década de 50, era dançarina de flamenco, quando conheceu  Roberto Jorge Noble então dono do  Clarín, com quem se casou e depois herdou o grupo, o qual presidiu.
O juiz federal Roberto Marquevich ordenou a prisão de Ernestina no âmbito de um processo de investigação da adoção dos dois filhos desta mulher - Marcela e Felipe Noble Herrera. Havia suspeitas de que ambos fossem filhos de presos políticos "desaparecidos", e que a adoção tivesse sido irregular. Héctor Magnetto amigo e CEO do Clarín reconheceu que fez gestões junto ao ditador Jorge Rafael Videla para a entrega de dois filhos de Ernestina Herrera de Noble.
Desde 2010, era investigado em um processo judicial por alegados crimes contra a humanidade cometidos durante a aquisição das ações da empresa Papel Prensa S.A. pelos jornais Clarín e La Nación. A partir de 1977, graças a um acordo com seus principais competidores - os periódicos La Nación e La Razón - e com o Estado argentino, então governado pela Junta militar, os três jornais - Clarín, La Nación y La Razón - passaram a controlar a empresa Papel Prensa, a maior produtora de papel da Argentina. Atualmente o Grupo Clarín possui 49% das ações e o resto se distribui entre La Nación e o Estado argentino.
Presidente do Grupo Clarín, Ernestina foi considerada como uma das mulheres mais ricas da América Latina, em 2011.